# Bob Kortman
Robert F. Kortman, detto Bob (Brackettville, 24 dicembre 1887 – Long Beach, 13 marzo 1967), è stato un attore statunitense.

## Filmografia parziale
- Arabian Love, regia di Jerome Storm (1922)
- Another Man's Boots, regia di William James Craft (1922)
- Zuppa d'anatra (Duck Soup), regia di  Fred Guiol (1927)
- L'agonia di una stirpe (The Last of the Mohicans), regia di Ford Beebe e B. Reeves Eason (1932)
- Il sentiero solitario (The Lonely Trail), regia di Joseph Kane (1936)
- Adventures of Red Ryder, regia di John English e William Witney (1940)
- La riva dei peccatori (Lady from Louisiana), regia di Bernard Vorhaus (1941)